# Hilton Ruiz
Hilton Ruiz (New York, 29 maggio 1952 – New Orleans, 6 giugno 2006) è stato un pianista e compositore statunitense di origine portoricana.

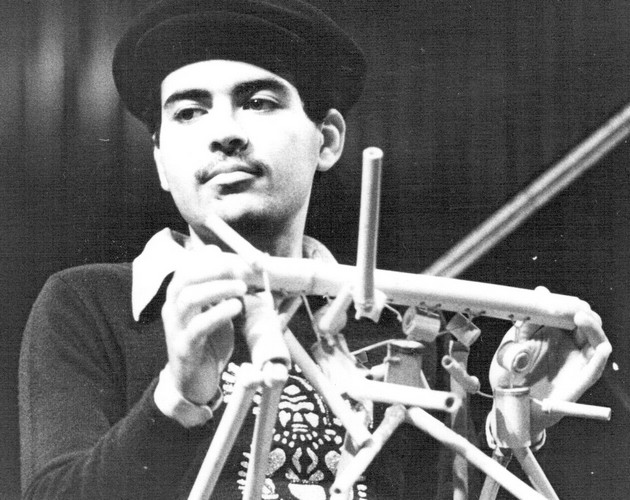
Hilton Ruiz percussioni durante un concerto di Roland Kirk nel 1976

Interessato a latin jazz e bebop, ha pubblicato numerosi dischi ed ha collaborato tra gli altri con Dizzy Gillespie, Mongo Santamaría, Charles Mingus, Roland Kirk e Tito Puente.
È morto tragicamente a New Orleans nel 2006 all'età di 54 anni per le lesioni riportate in seguito ad una caduta.

## Discografia parziale
- 1989 - Strut